# Hinojosa del Duque
Pour les articles homonymes, voir Hinojosa (homonymie).
Hinojosa est une ville d’Espagne, dans la province de Cordoue, communauté autonome d’Andalousie.

## Personnalités liées
- Marcial Gómez Parejo (1930-2012), artiste espagnol y est né